# 구쓰키 다네쓰나 (1605년)
구쓰키 다네쓰나(일본어: 朽木稙綱)는 에도 시대 전기의 다이묘이다. 오미 구쓰키 번주, 후의 시모쓰케 가누마 번주, 히타치 쓰치우라 번 초대 번주. 후쿠치야마 번 구쓰키가 시조.
|  | 구쓰키 번 번주 (구쓰키가) 1636년 ~ 1647년 | 후임 폐번 |

|  | 가누마 번 번주 (구쓰키가) 1647년 ~ 1649년 | 후임 우치다 마사노부 |

| 전임 니시오 다다테루 | 제1대 쓰치우라 번 번주 (구쓰키가) 1649년 ~ 1660년 | 후임 구쓰키 다네마사 |